# Bernd Jäger
Bermd Jäger (Kahla, 18 novembre 1951) è un ex ginnasta tedesco, vincitore della medaglia di bronzo per la Germania Est nel concorso a squadre a Montréal 1976.
Nella stessa edizione riuscì a qualificarsi per la finale delle parallele simmetriche, dove si classificò quarto, e del corpo libero, dove chiuse al decimo posto.
Ai campionati mondiali di Varna del 1974, dove vinse ancora un bronzo a squadre, alle parallele simmetriche eseguì per la prima volta uno Jaeger, che da lui prese il nome.
Dopo il ritiro diventò un allenatore, lavorando prima con il ASK Vorwärts Potsdam, società dove ha sempre gareggiato, dal 1997 al 2000 con la nazionale finlandese e dal 2001 con il VT Rinteln.

## Palmarès
- Giochi olimpici

Montréal 1976: bronzo nel concorso a squadre.
- Campionati mondiali

Varna 1974: bronzo nel concorso a squadre.